# Chusquea glauca
Chusquea glauca är en gräsart som beskrevs av Lynn G. Clark. Chusquea glauca ingår i släktet Chusquea och familjen gräs. Inga underarter finns listade i Catalogue of Life.